# 蛎鹬刺缘吸虫
蛎鹬刺缘吸虫（学名：Acanthoparyphium haematopi）为棘口科刺缘属的动物。在中国大陆，分布于天津市等地，营寄生生活，宿主蛎鹬，寄生于小肠。该物种的模式产地在天津市。